# Thomas R. Mills
Thomas R. Mills (Lambeth, 28 giugno 1878 – Woodland Hills (Los Angeles), 29 novembre 1953) è stato un attore e regista inglese che lavorò a Hollywood, iniziando la sua carriera all'epoca del muto.
Attore di origine teatrale, appare con il suo nome in alcuni spettacoli andati in scena a Broadway nei primi anni del Novecento.

## Filmografia

### Attore
- The Grafters, regia di Frederick Sullivan (1913)
- The Bawlerout, regia di Oscar Apfel (1913)
- Shep, the Hero, regia di Lawrence B. McGill (1913)
- Annie Laurie, regia di Lawrence B. McGill (1913)
- Wallingford's Wallet, regia di Edgar Lewis (1913)
- Below the Deadline (1913)
- Rosita's Cross of Gold (1913)
- The Clown's Daughter (1913)
- Targets of Fate, regia di Edgar Lewis (1913)
- The Flirt - cortometraggio (1913)
- Hearts - cortometraggio (1913)
- The Power of the Sea, regia di Travers Vale (1913)
- Her Father's Daughter
- A Rough Diamond (1913)
- Tony's Sacrifice
- Two Girls of the Hills
- Giovanni's Gratitude
- Slim Hogan's Getaway
- The Hidden Clue
- The Idler, regia di Russell E. Smith - cortometraggio (1914)
- The Musician's Wife
- Caught in the Web
- Red, the Mediator
- The Coming of the Real Prince
- The Acid Test, regia di Maurice Costello e Robert Gaillard - cortometraggio (1914)
- A Sentimental Burglar, regia di Maurice Costello e Robert Gaillord - cortometraggio (1914)
- The Moonstone of Fez, regia di Maurice Costello, Robert Gaillard - cortometraggio (1914)
- Doctor Smith's Baby, regia di Maurice Costello, Robert Gaillard - cortometraggio (1914)
- Love the Clairvoyant, regia di Maurice Costello e Robert Gaillord - cortometraggio (1914)
- Through Life's Window, regia di Maurice Costello e Robert Gaillard - cortometraggio (1914)
- The Woes of a Waitress, regia di Maurice Costello e Robert Gaillord - cortometraggio (1914)
- The Mysterious Lodger, regia di Maurice Costello e Robert Gaillord - cortometraggio (1914)
- Bella's Elopement, regia di Maurice Costello e Robert Gaillord - cortometraggio (1914)
- The Blood Ruby, regia di Maurice Costello e Robert Gaillard - cortometraggio (1914)
- The Girl in the Case, regia di Maurice Costello e Robert Gaillard - cortometraggio (1914)
- The Mill of Life, regia di Maurice Costello e Robert Gaillord - cortometraggio (1914)
- The Mystery of Brayton Court, regia di Maurice Costello e Robert Gaillard - cortometraggio (1914)
- Lola the Rat, regia di Maurice Costello e Robert Gaillord - cortometraggio (1914)
- Too Much Burglar, regia di Maurice Costello e Robert Gaillord - cortometraggio (1914)
- By the Governor's Order, regia di Maurice Costello e Robert Gaillard - cortometraggio (1914)
- The Product, regia di Maurice Costello e Robert Gaillord - cortometraggio (1914)
- The Evil Men Do, regia di Maurice Costello e Robert Gaillord - cortometraggio (1914)
- The Understudy; or, Behind the Scenes, regia di Maurice Costello e Robert Gaillord - cortometraggio (1915)
- On the Altar of Love, regia di Maurice Costello e Robert Gaillord - cortometraggio (1915)
- The Heart of Jim Brice, regia di Maurice Costello e Robert Gaillord - cortometraggio (1915)
- His Phantom Sweetheart, regia di Ralph Ince - cortometraggio (1915)
- The Criminal, regia di Van Dyke Brooke - cortometraggio (1915)
- Insuring Cutey, regia di Wally Van - cortometraggio (1915)
- One Performance Only, regia di Charles Brown - cortometraggio (1915)
- Old Good for Nuthin', regia di George Ridgwell - cortometraggio (1915)
- The Man Who Couldn't Beat God, regia di Maurice Costello e Robert Gaillard (1915)
- Brown's Summer Boarders, regia di George Ridgwell - cortometraggio (1915)
- Sis, regia di George Ridgwell - cortometraggio (1915)
- Heredity, regia di William Humphrey - cortometraggio (1915)
- A Man's Sacrifice, regia di George D. Baker - cortometraggio (1915)
- The Crown Prince's Double, regia di Van Dyke Brooke (1915)
- The Making Over of Geoffrey Manning, regia di Harry Davenport (1915)
- Jane's Husband, regia di George D. Baker - cortometraggio (1916)
- The Hero of Submarine D-2, regia di Paul Scardon (1916)
- O'Hagan's Scoop, regia di Harry Davenport - cortometraggio (1916)
- The Shop Girl, regia di George D. Baker (1916)
- Letitia, regia di Harry Davenport - cortometraggio (1916)
- The Dawn of Freedom, regia di Theodore Marston e Paul Scardon (1916)
- The Scarlet Runner, regia di William P.S. Earle e Wally Van - serial (1916)
- The Car and His Majesty, regia di William P.S. Earle e Wally Van - cortometraggio (1916)
- Cantrell's Madonna - cortometraggio (1916)
- The Man Who Went Sane - cortometraggio (1916)
- The Dollar and the Law, regia di Wilfred North (1916)
- Whom the Gods Destroy, regia di James Stuart Blackton, Herbert Brenon, William P.S. Earle (1916)
- Indiscretion, regia di Wilfrid North (1917)
- Kitty MacKay, regia di Wilfrid North (1917)
- Sally in a Hurry, regia di Wilfrid North (1917)
- The Cop and the Anthem, regia di Thomas R. Mills (1917)
- No Story, regia di Thomas R. Mills - cortometraggio (1917)
- The Wolf Man, regia di Edmund Mortimer (1924)
- A Man's Mate
- The Guilty One, regia di Joseph Henabery (1924)
- Star Dust Trail
- The Arizona Romeo, regia di Edmund Mortimer (1925)
- Tides of Passion, regia di J. Stuart Blackton (1925)
- The Kiss Barrier, regia di Roy William Neill (1925)
- The Gilded Highway, regia di J. Stuart Blackton (1926)
- Mona Lisa, regia di Arthur Maude (1926)
- Il forzato (Great Expectations), regia di Stuart Walker (1934)
- Il sergente di ferro (Les Miserables), regia di Richard Boleslawski (1935)
- A Feather in Her Hat, regia di Alfred Santell (1935)
- Lotta di spie (The Great Impersonation), regia di Alan Crosland  (1935)
- Avventura a mezzanotte (It's Love I'm After), regia di Archie L. Mayo (1937)
- Occidente in fiamme (Gold Is Where You Find It), regia di Michael Curtiz (1938)
- The Face Behind the Mask, regia di Jacques Tourneur (1938)
- La leggenda di Robin Hood (The Adventures of Robin Hood), regia di Michael Curtiz e William Keighley (1938)
- Non siamo soli (We Are Not Alone), regia di Edmund Goulding (1939)
- La vita di Giulio Reuter (A Dispatch from Reuter's), regia di William Dieterle (1940)

### Regista
- Slim Hogan's Getaway - cortometraggio (1914)
- Friends in San Rosario - cortometraggio (1917)
- The Third Ingredient - cortometraggio (1917)
- The Marionettes - cortometraggio (1917)
- The Green Door - cortometraggio (1917)
- The Cop and the Anthem - cortometraggio (1917)
- Past One at Rooney's - cortometraggio (1917)
- The Love Philtre of Ikey Schoenstein - cortometraggio (1917)
- The Gold That Glittered - cortometraggio (1917)
- Strictly Business - cortometraggio (1917)
- No Story - cortometraggio (1917)
- The Venturers - cortometraggio (1917)
- The Duplicity of Hargraves (1917)
- The Defeat of the City (1917)
- The Guilty Party - cortometraggio (1917)
- A Night in New Arabia (1917)
- The Renaissance at Charleroi (1917)
- A Mother's Sin (1918)
- An American Live Wire (1918)
- The Seal of Silence (1918)
- The Girl in His House (1918)
- The Unknown Quantity  (1919)
- Thin Ice (1919)
- A Girl at Bay (1919)
- The Girl-Woman (1919)
- The Friendly Call - cortometraggio (1920)
- Duds (1920)
- The Invisible Divorce, co-regia di Nat G. Deverich (1920)

## Spettacoli teatrali
- The Consul (Broadway, 19 gennaio 1903)
- The Fires of Fate (Broadway, 28 dicembre 1909)